# Veľký Meder
Veľký Meder (maďarsky Nagymegyer, 1948–1990 Čalovo) je město na jižním Slovensku, obýváno většinou obyvateli maďarské národnosti (84,5% podle sčítaní z roku 2011). Je známé především svými termálními prameny. Částí Veľkého Mederu je Ižop (maďarsky Izsap), do roku 1976 samostatná obec. 

## Poloha
Město se nachází na Podunajské rovině, cca 35 km od Komárna, 65 km od Bratislavy a 25 km od maďarského města Győr. Na území obce je chráněný areál Čiližské močiare.

## Historie
- První písemná zmínka o městě je z roku 1268.
- Za první světové války byl ve Veľkém Mederu zajatecký tábor, ve kterém v období od 20. prosince 1914 do 20. února 1915 zemřelo 3250 lidí (byli pohřbeni hromadně ve 155 hrobech). Do konce války zde umřelo okolo 6 tisíc zajatců, kteří byli pohřbeni v 2182 hrobech. Zemřelo zde přibližně 500 Srbů a 5500 Černohorců.[3]

- Město bylo součástí Uherska až do r. 1918 (provizorní hranice ČSR), resp. 1920 (hranice podle Trianonské smlouvy).

- V letech 1938 až 1945 bylo město na základě první vídeňské arbitráže součástí Maďarska.[4]
- V letech 1948–1990 se město jmenovalo Čalovo.

## Politika
V roce 2007 byl primátor Samuel Lojkovič Nejvyšším soudem odsouzen za korupci na 32 měsíců vězení. Nahradil ho Ladislav Rudický, který zvítězil v předčasných volbách. Ve volebním období 2022-2026 byl zvolen primátorem Marian Soóky.

## Galerie

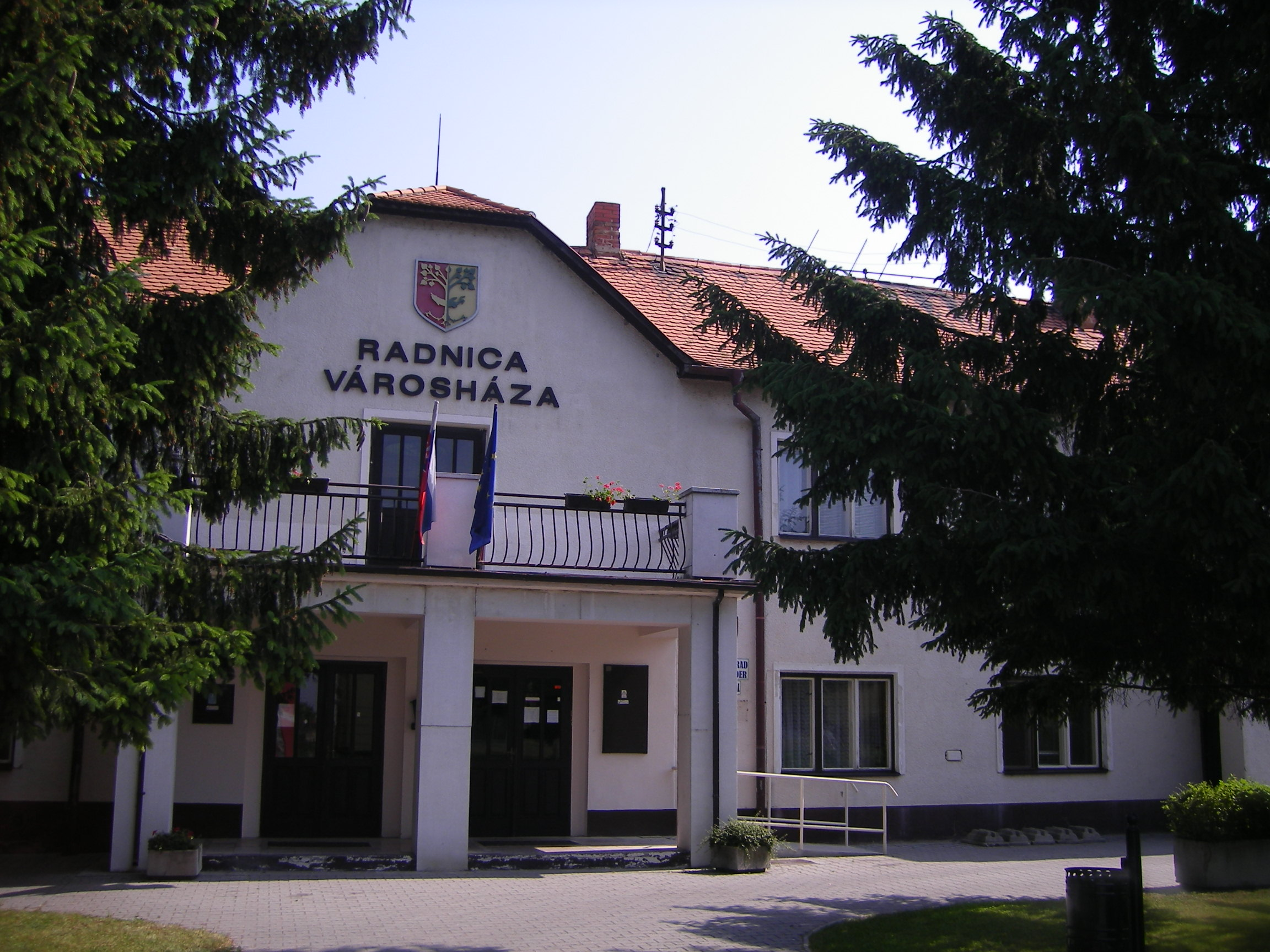
Radnice
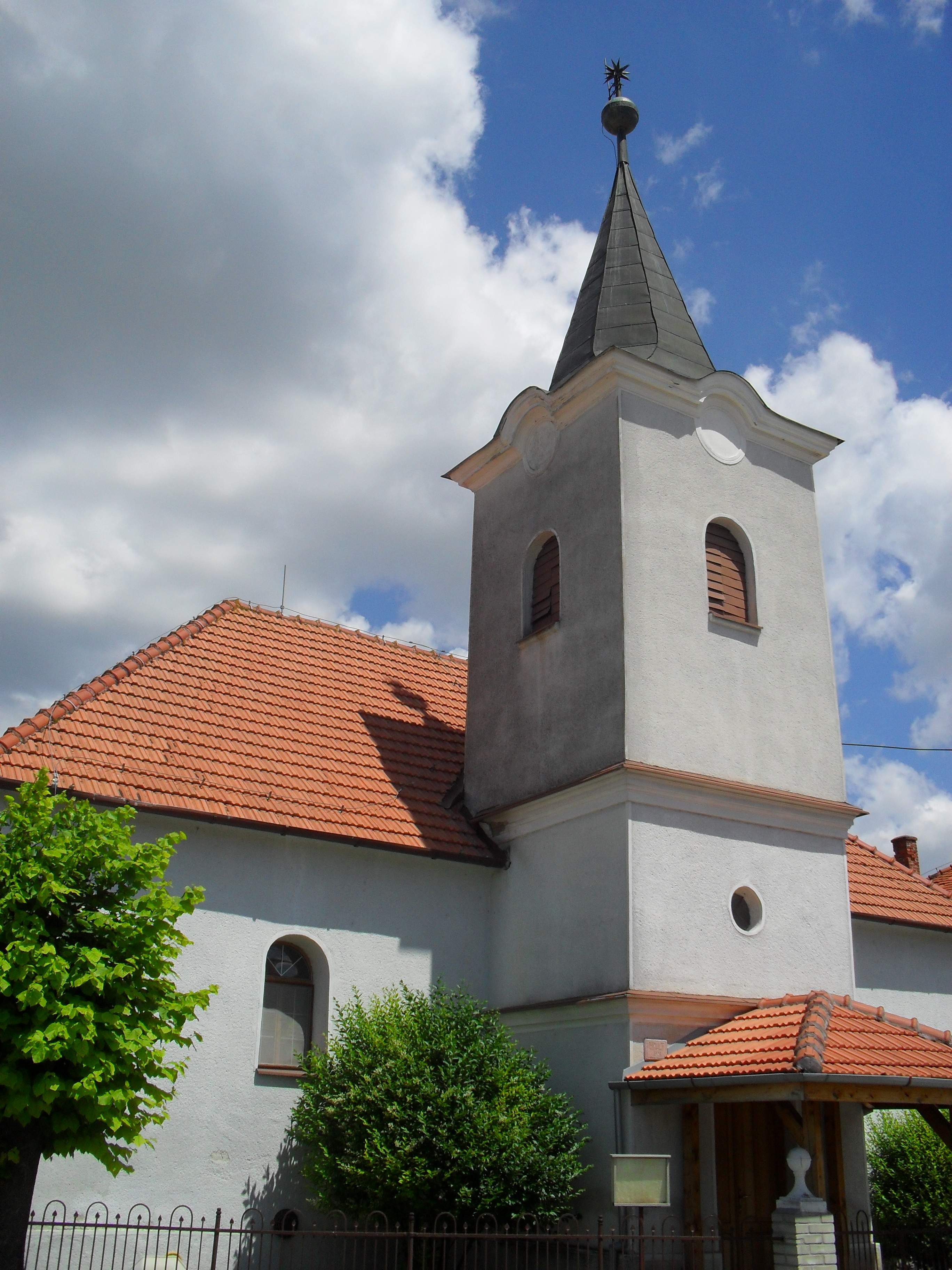
Kostel v Ižopu